# High-Power-Rakete

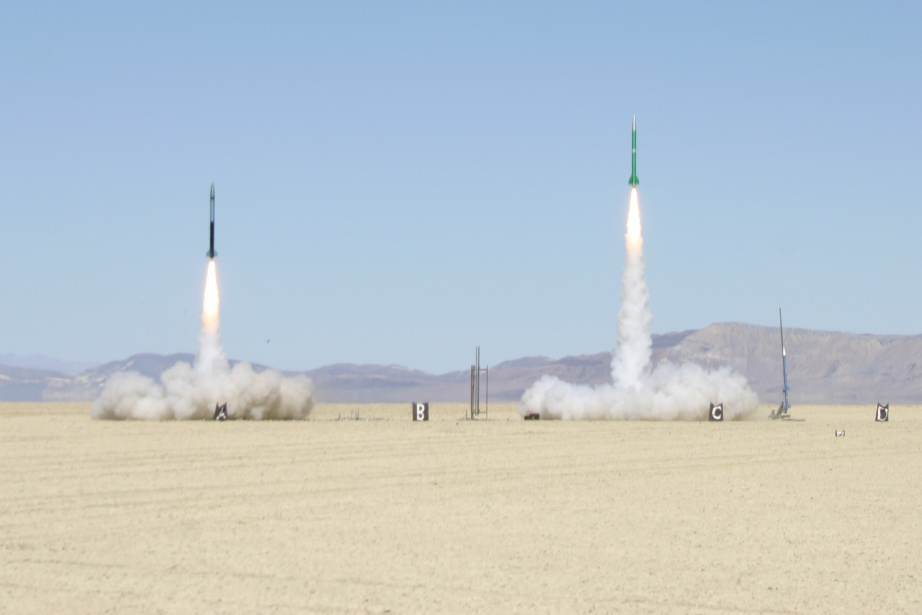
Zwei High-Power-Raketen beim Start in der Black Rock Desert

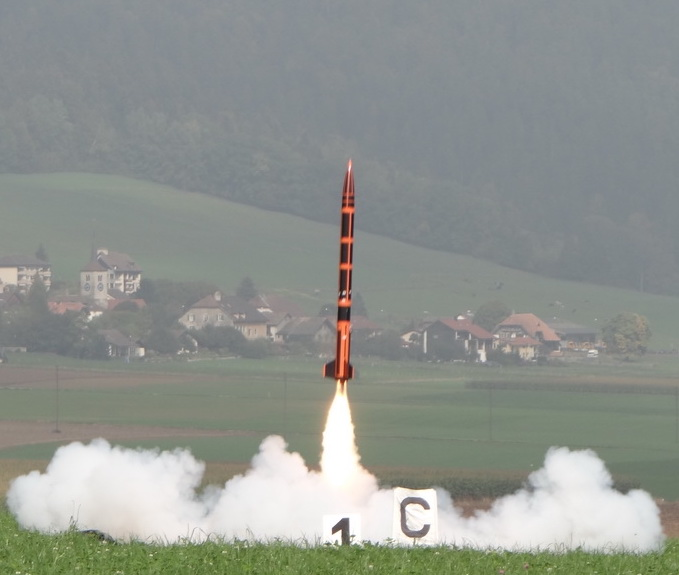
Raketenstart in der Schweiz

Der Begriff High-Power-Rakete entstand Ende der 1980er Jahre in den USA und wurde von zahlreichen Vereinen und Organisationen weltweit übernommen. Er bezeichnet nicht-professionelle Raketen für Hobbyzwecke, die einerseits nicht mehr unter den Begriff Modellraketen fallen, andererseits auch keine Amateurraketen oder Experimentalraketen sind, weil sie nach einem eigens für solche Raketen aufgestellten High-Power-Sicherheitskodex konstruiert sind. Nach diesem Kodex unterscheiden sich High-Power-Raketen von Modellraketen durch ein höheres Limit beim Gewicht und der Motorisierung sowie bei der Konstruktion. 

## Begriffsdefinition
Wie Modellraketen unterliegen auch High-Power-Raketen einem Sicherheitskodex. Sie sind ebenfalls durch internationale einheitliche Kriterien, welche auf dem NFPA Code 1127 basieren, freiwillig reguliert. Diese sind insbesondere:
- Gesamtimpuls ab 230 Ns bis maximal 40.960 Ns
- Verwendung von leichtgewichtigen Bauteilen
- Metallteile nur dort, wo konstruktiv unbedingt notwendig
- Verwendung von fabrikmäßig hergestellten Motoren, keine Eigenbauten

Größere unregulierte Hobbyraketen, die nicht diesen Definitionen entsprechen, fallen unter den Begriff Amateurrakete (mit der Unterkategorie Experimentalrakete).